# Supersonic Wave Filter
Der Supersonic Wave Filter (SSWF) ist ein von Olympus entwickeltes Staubschutzsystem. Es entfernt Staubpartikel von dem Bildsensor digitaler Systemkameras. Staub- und Schmutzpartikel können während eines Objektivwechsels oder durch das Einsaugen von Luft beim Zoomen oder Fokussieren in das Kameragehäuse gelangen. Selbst kleinste Verunreinigungen, die auf dem Bildsensor haften bleiben, können als graue Flecken im Bild sichtbar werden. Olympus führte im Jahr 2003 mit seiner ersten digitalen SLR, der E-1, das erste Staubschutzsystem für D-SLRs ein und hat seither alle Kameras des E-Systems damit ausgestattet. Panasonic und Leica nutzen für ihre Systemkameras ebenfalls die Olympus-Technologie, andere Hersteller haben eigene Verfahren entwickelt.

## Schutz des Sensors vor Staub
Die hermetische Abdichtung des Raums zwischen SSWF und Bildsensor verhindert, dass Staub die eigentliche Bildsensoroberfläche erreicht. Dazu sind spezielle Gummidichtungen sowohl zwischen Bildsensor und Tiefpassfilter als auch zwischen Tiefpassfilter und SSWF angebracht.

## Staubentfernung mit Ultraschall
Ultraschallvibrationen (35 kHz) lösen auf der Oberfläche des SSWF haftende Partikel, die dann von Klebestreifen im Kameragehäuse aufgefangen werden.
Der SSWF besteht aus einer reflexionsarmen Glasplatte und einem piezoelektrischen Element. Die Vibrationen des SSWF werden durch Resonanz hervorgerufen. Diese wird durch das Anlegen einer Wechselspannung mit einer Frequenz von 35 kHz an das piezoelektrische Element ausgelöst. So entstehen Biegevibrationen, die den Staub von der Filteroberfläche schleudern. Da der SSWF rundum in Gummi eingefasst ist, werden seine Vibrationen nicht auf andere Kamerateile übertragen.

## Sichtbarkeit des Staubs
Auch der Abstand zwischen Sensoroberfläche und SSWF trägt dazu bei, die Abbildung von Staubpartikeln auf den Sensor als Schatten zu vermindern.